# Фаршированный перец
Фарширо́ванный пе́рец (рум. ardei umplut) — блюдо болгарской, молдавской и румынской, украинской, грузинской, русской, а также азербайджанской кухни (азерб. istiot dolması).
Фаршированный перец готовится из очищенного от семян сладкого перца (часто сорта гогошар), который наполняется мясным фаршем (обычно говяжьим, а в азербайджанской кухне — бараньим), рисом и тёртыми помидорами. Фаршированные перцы варятся вертикально в кастрюле с водой.

## Рецепт
В классическом рецепте помимо собственно перцев с начинкой из рубленого мяса с рисом в рецептуру входит соус. Блюдо готовится 1 час — 1 час 10 минут.